# Federación Islámica de Canarias
La Federación Islámica de Canarias (FIDC por sus siglas abreviadas) es una organización religiosa musulmana que agrupa a las asociaciones y comunidades de religión islámica del archipiélago canario. Su sede se encuentra en la localidad de Los Cristianos, en el municipio de Arona al sur de la isla de Tenerife (España).

## Historia
La Federación Islámica de Canarias, cuya creación había sido decidida según su portavoz ya en 2013, se constituyó en 2015. Para este fin colaboraron diferentes asociaciones y comunidades musulmanas del archipiélago y los ayuntamientos tinerfeños de Adeje y Arona.
Esta federación musulmana fue constituida como tal a principios de 2015, realizándose su presentación oficial el 17 de abril de ese año en una ceremonia llevada a cabo en el Centro Cultural de Adeje. Siendo en este momento Tijani Mimoun El Bouji presidente de la Federación y el portavoz Abdssamad Mohamed. Esta organización surgió con el objetivo principal de prestar asesoramiento a las comunidades islámicas canarias y facilitar su integración.
La Federación Islámica de Canarias es un miembro por vía registral de la Comisión Islámica de España y una de las 35 entidades vinculadas a la Unión de Comunidades Islámicas de España.
En la actualidad, hay en Canarias una cifra aproximada de 70.000 musulmanes y 40 mezquitas y lugares de culto en todo el archipiélago.

## Presidentes de la Federación
- Tijani Mimoun El Bouji (2015-2021)[8]
- Hamed Allal Hamed (2021-actualidad)[9]

## Polémicas
- En el año 2017, durante la polémica desatada en el Carnaval de Las Palmas de Gran Canaria debido a la actuación de la Drag Queen Sethlas, disfrazado de Virgen María, con una escena que presentaba la Crucifixión de Cristo y que resultó ganador del certamen, el presidente de la Federación Islámica de Canarias, Tijani Mimoun El Bouji, se manifestó en contra del espectáculo, al que consideró «blasfemo».[10]

- El mismo año algunos medios de comunicación del archipiélago, relacionaron la Federación Islámica de Canarias con el movimiento de tendencia salafista marroquí Justicia y Caridad,[11][12] aludiendo que este último estaba intentando ejercer influencia sobre la comunidad musulmana del archipiélago a través de la Federación Islámica de Canarias. Sin embargo, Tijani El Bouji, el presidente de la Federación desmintó este vínculo.[12]

- En 2021, el presidente de la Federación Islámica, Tijani El Bouji, fue juzgado por un delito de incitación al odio al subir a una red social numerosas publicaciones contra Israel y el pueblo judío.[13] Finalmente sería absuelto.[14]